# Tenedos reygeli
Tenedos reygeli là một loài nhện trong họ Zodariidae.
Loài này thuộc chi Tenedos. Tenedos reygeli được Rudy Jocqué & Léon Baert miêu tả năm 2002.